# Universidade Kyung Hee
A Universidade Kyung Hee (hangul: 경희대학교; hanja: 慶熙大學校; rr: Gyeonghui Daehakgyo; MR: Kyŏnghŭi Taehakkyo) é uma universidade privada da Coreia do Sul, que abrange um sistema educacional do jardim de infância à pós-graduação, com campus em Seul, Yongin, Hongneung e Gwangneung. Dentre seu corpo docente, contém professores internacionais que incluem Slavoj Žižek, Jason Barker e Emanuel Pastreich. É considerada uma das melhores universidades do país.

## História
A Universidade Kyung Hee foi fundada em 1949 por Young Seek Choue, que tornou-se seu primeiro presidente, sua filosofia de fundação foi de "Rumo a uma nova civilização". Em 1954, a sua Escola de Pós Graduação foi fundada. Em 1968 a Universidade sediou a Conferência da Associação Internacional de Presidentes Universitários, que propôs o Dia Internacional da Paz de 1981 da ONU. Além disso, outros eventos foram recebidos pela mesma, como a Conferência Internacional de ONGs de 1999 em Seul, o Fórum Cívico Mundial de 2009 e o Simpósio Internacional UNAI-Kyung Hee de 2011.
Em 1993, a Universidade recebeu o prêmio UNESCO Educação para a Paz. Em 2006 iniciou juntamente com a Universidade da Pensilvânia, um programa colaborativo de verão e dois anos depois, uma colaboração global com as Universidades de Pequim, Ritsumeikan e Moscou.